# Уссама Таргаллін
Уссама́ Таргаллі́н (фр. Oussama Targhalline, нар. 20 травня 2002, Касабланка, Марокко) — марокканський футболіст, півзахисник французького клубу «Гавр».

## Ігрова кар'єра

### Клубна
Уссама Таргалліне починав займатися футболом у місцевій академії футболу у Марокко. У віці 18 - ти років підписав перший контракт з французьким клубом «Марсель». Першу гру в основі футболіст провів у грудні 2019 року у матчі Кубка Франції. У чемпіонаті Франції Таргалліне дебютував у січні 2022 року матчем проти «Бордо».
А влітку 2022 року футболіст відбув в оренду у турецький «Аланіяспор», де в першій половині сезону провів шість матчів. В січні 2023 року Таргалліне повернувся до Франції, де підписав контракт до літа 2025 року з клубом Ліги 1 «Гавр».

### Збірна
У 2019 році у складі юнацької збірної Марокко (U-17) Таргалліне брав участь у юнацькому Кубку Африки у Танзанії. На турнірі футболіст взяв участь у трьох поєдинках.
У 2021 році разом з молодіжною збірною Марокко (U-20) Уссама Таргалліне взяв участь у молодіжному Кубку Африки у Мавританії. На турнірі півзахисник був запасним і на поле не виходив.
У червні 2023 року Таргалліне у складі зюірної Марокко (U-23) брав участь у Кубку африканських націй для гравців віком до 23 - х років. Таргалліне забив переможний гол у фіналі турніру і ця перемога дала команді Марокко перепустку на Літні Олімпійські ігри 2024.

## Досягнення
Гавр
- Переможець Ліги 2: 2022/23

Марокко (U-17)
- Переможець Кубка Африки (U-17): 2018

Марокко (U-20)
- Другий призер Кубка Африки (U-20): 2020

Марокко (U-23)
- Переможець Кубка африканських націй (U-23): 2023